# Katrina Grimmett
Katrina Grimmett es una deportista británica que compitió en duatlón. Ganó una medalla de bronce en el Campeonato Europeo de Duatlón de 2010.

## Palmarés internacional
| Campeonato Europeo | Campeonato Europeo | Campeonato Europeo | Campeonato Europeo |
| Año                | Lugar              | Medalla            | Prueba             |
| ------------------ | ------------------ | ------------------ | ------------------ |
| 2010               | Nancy (Francia)    | Medalla de bronce  | Individual         |